# Patrick Dürr

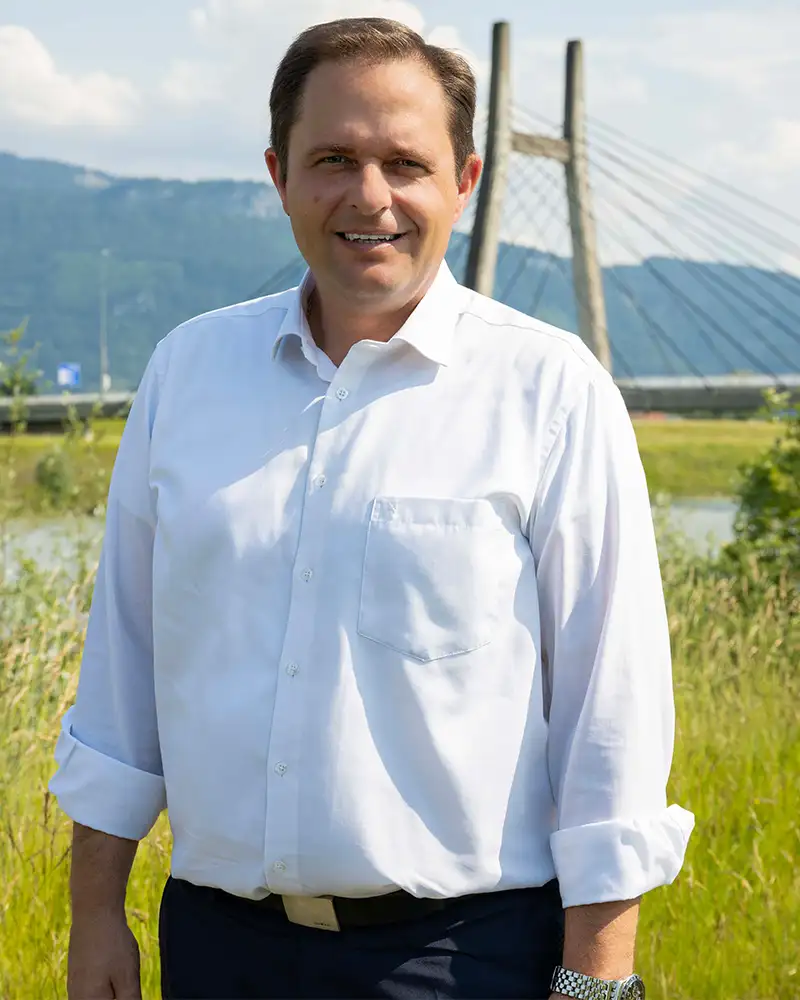
Patrick Dürr (2023)

Patrick Dürr (* 5. Oktober 1973 in Le Locle, heimatberechtigt in Gams, Kanton St. Gallen) ist ein Schweizer Politiker (Die Mitte, vormals CVP).

## Biografie
Patrick Dürr ist dipl. Bankfach-Experte und Vizedirektor.
Seit 2010 vertritt er den Wahlkreis Rheintal im St. Galler Kantonsrat. Von 2013 bis 2014 gehörte er der Rechtspflegekommission an und von 2013 bis 2019 der Finanzkommission.
Von 2005 bis 2014 präsidierte Dürr die Regionalpartei Rheintal der damaligen CVP (heute «Die Mitte») und von 2014 bis 2022 die Kantonalpartei der CVP. Er war Mitglied des Parteivorstands der CVP Schweiz. Im Jahr 2023 kandidierte er im Kanton St. Gallen auf der Liste 2b für die Mitte bei den Nationalratswahlen, wurde jedoch nicht gewählt.
Dürr ist verheiratet, Vater von zwei erwachsenen Kindern und lebt in Widnau, Kanton St. Gallen.

### Mandate (Auswahl)
Seit 2012 ist Dürr Geschäftsleitungsmitglied des HEV Kanton St. Gallen. Im Jahr 2016 wurde er zum Vizepräsidenten gewählt. Seit 2013 ist er Vorstandsmitglied des HEV Unterrheintal. Seit 2011 präsidiert er den Verein «60 Plus Widnau». Dieser setzt sich für das Wohl der älteren Bevölkerung ein. Seit 2014 ist Dürr Parteileitungsmitglied der damaligen CVP Widnau, und im Jahr 2018 wurde er zum Präsidenten gewählt.